# Kanada na Letních olympijských hrách 2008
Kanada se účastnila Letní olympiády 2008. Zastupovalo ji 332 sportovců (186 mužů a 146 žen) v 30 sportech.

## Medailisté
| Medaile | Jméno | Sport               | Soutěž                                   |
| ------- | --- | ------------------- | ---------------------------------------- |
| Zlato   | Carol Huynh | Zápas               | ženy, volný styl do 48 kg                |
| Zlato   | Andrew Byrnes Kyle Hamilton Malcolm Howard Adam Kreek Kevin Light Brian Price (korm.) Ben Rutledge Dominic Sieterle Jake Wetzel | Veslování           | Muži osmiveslice                         |
| Zlato   | Eric Lamaze | Jezdectví           | Parkurové skákání – jednotlivci          |
| Stříbro | David Calder Scott Frandsen | Veslování           | Muži dvojka bez kormidelníka             |
| Stříbro | Karen Cockburn | Skoky na trampolíně | Ženy                                     |
| Stříbro | Mac Cone Jill Henselwood Eric Lamaze Ian Millar                                                                                 | Jezdectví           | Parkurové skákání – družstvo             |
| Stříbro | Simon Whitfield | Triatlon            | Muži                                     |
| Stříbro | Jason Burnett | Skoky na trampolíně | Muži                                     |
| Stříbro | Alexandre Despatie | Skoky do vody       | Muži prkno 3 m                           |
| Stříbro | Emilie Heymansová | Skoky do vody       | Ženy 10 m věž                            |
| Stříbro | Karine Sergerie | Taekwondo           | Ženy 67 kg                               |
| Stříbro | Adam van Koeverden | Kanoistika          | Muži K-1 500 m                           |
| Bronz   | Tonya Verbeeková | Zápas               | ženy, volný styl do 55 kg                |
| Bronz   | Ryan Cochrane | Plavání             | Muži 1500 m volný styl                   |
| Bronz   | Tracy Cameron Melanie Kok | Veslování           | Ženy dvojskif lehkých vah                |
| Bronz   | Iain Brambell Liam Parsons Jon Beare Mike Lewis                                                                                 | Veslování           | Muži čtyřka bez kormidelníka lehkých vah |
| Bronz   | Priscilla Schliepová | Atletika            | Ženy běh na 100 m překážek               |
| Bronz   | Thomas Hall | Kanoistika          | Muži C-1 1000 m                          |